# Anny De Maght
Antonia (Anny, Annie) De Maght-Aelbrecht (Meldert, 6 juli 1943) is een voormalig Belgische politica voor de PVV en diens opvolger de VLD en vervolgens voor  Blauw.

## Levensloop
Anny Aelbrecht, die gehuwd is met Alfons De Maght, was lerares wetenschappen-aardrijkskunde en werd voor de toenmalige PVV van 1971 tot 1976 gemeenteraadslid in Meldert en van 1977 tot 2006 in Aalst, waar ze van 1977 tot 1982 schepen en van 1989 tot 2006 burgemeester was. Zij was tevens van 1973 tot 1991 provincieraadslid van Oost-Vlaanderen en van 1991 tot 1995 volksvertegenwoordiger voor het arrondissement Aalst.
In de periode januari 1992-mei 1995 had ze als gevolg van het toen bestaande dubbelmandaat ook zitting in de Vlaamse Raad. Bij de eerste rechtstreekse verkiezingen voor het Vlaams Parlement van 21 mei 1995 werd ze verkozen in het kiesarrondissement Aalst-Oudenaarde. Ook na de volgende Vlaamse verkiezingen van 13 juni 1999 bleef ze Vlaams Parlementslid tot juni 2004. Van juli 1999 tot juni 2004 maakte ze als secretaris deel uit van het Bureau (dagelijks bestuur) van het Vlaams Parlement. Sinds 22 juli 2004 mag ze zich eresecretaris van het Vlaams Parlement noemen. Die eretitel werd haar toegekend door het Bureau van deze assemblee.
Eind de jaren 90 stevende de Aalsterse basketbalploeg Okapi Aalst af op een faillissement. De Maght wilde de ploeg redden van de ondergang en investeerde in de club. Ze stelde zich persoonlijk garant voor de spelerslonen en ging op zoek naar leningen en schenkingen om de club te redden. De schulden bleven zich echter opstapelen, waarop Okapi Aalst een regeling trof omtrent de steeds groter wordende schuld. De Maght werd daarop door gemeenteraadslid Joos Callebaut beschuldigd van corruptie, omdat ze haar private acties door zou getrokken hebben naar de politiek. In 2000 was De Maght een jaar buiten strijd wegens een hartaderbreuk.
Uit onvrede met de lijstsamenstelling in Oost-Vlaanderen voor de Vlaamse verkiezingen van 2004 stapte zij uit de VLD. De Maght kreeg een derde plaats op de kieslijst aangeboden, maar ging niet akkoord met de opvolger op de vierde plaats. De Maght vond dat dit een Aalstenaar moest zijn. Eind december 2005 startte De Maght de beweging Blauw, die zich afzette tegen de interne vetes bij de VLD. Op 1 april 2006 schrapte VLD De Maght uit de partij. 
Bij de gemeenteraadsverkiezingen van 2006 kwam zij in Aalst op met deze scheurlijst Blauw. Ze kreeg het meeste aantal voorkeurstemmen van alle Aalsterse kandidaten, maar belandde in de oppositie. Ze nam wel 5 zetels van de VLD af, die opvallend minder goed scoorde. Op 19 december 2006 besliste ze, na een tweede hartoperatie in november, haar politieke loopbaan stop te zetten.
In juli 2011 werd bekend dat haar partij Blauw en Open Vld opnieuw de krachten bundelden.
Op 11 juni 2004 werd zij benoemd tot commandeur in de Leopoldsorde. Anny De Maght werd vaak een sociaal-liberaal genoemd.